# Pholcomma barnesi
Pholcomma barnesi är en spindelart som beskrevs av Claude Lévi 1957. Pholcomma barnesi ingår i släktet Pholcomma och familjen klotspindlar. Inga underarter finns listade i Catalogue of Life.